# Colum Eastwood

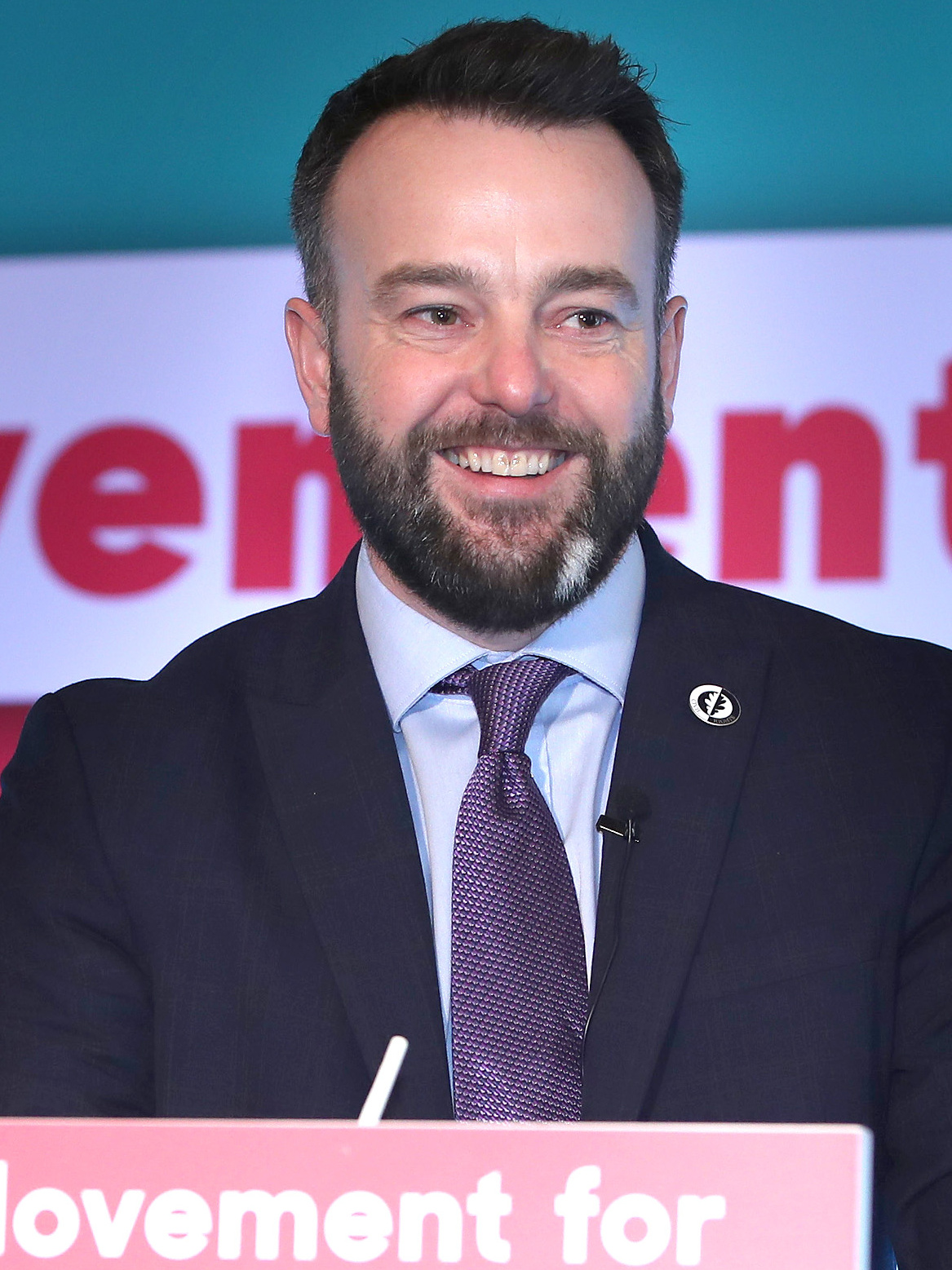
Colum Eastwood (2023)

Colum Eastwood (* 30. April 1983 in Derry) ist ein nordirischer Politiker. Von 2015 bis 2024 war er Vorsitzender der gemäßigt-nationalistischen Social Democratic and Labour Party. Seit 2019 vertritt Eastwood den Wahlkreis Foyle im Unterhaus. Davor vertrat er denselben Wahlkreis in der Nordirland-Versammlung.

## Leben
Eastwood wurde 1983 in Derry geboren und ging dort auch zur Schule. An der Universität Liverpool studierte er Lateinamerikanistik, schloss das Studium aber nicht ab. Er ist verheiratet, hat zwei Kinder und lebt in Derry.

## Politische Karriere
2005 wurde er in das Derry City Council gewählt. Ab Juni 2010 war er für ein Jahr Bürgermeister von Derry. Der damals 27-Jährige war damit zum damaligen Zeitpunkt der jüngste Bürgermeister der Stadt.
Im Mai 2011 wurde er in die Nordirland-Versammlung gewählt. Ab dem 14. November 2015 war er Vorsitzender der SDLP; er besiegte den bisherigen Amtsinhaber Alasdair McDonnell.
Bei der Unterhauswahl 2019 wurde Eastwood im Wahlkreis Foyle gewählt und bei der Wahl 2024 wiedergewählt. Am 10. Juli 2024 legte er „unter Protest“ seinen parlamentarischen Treueeid auf König Charles III. ab.
Im August 2024 kündigte Eastwood an, als Vorsitzender seiner Partei zurückzutreten. Seine Nachfolgerin wurde Claire Hanna.